# Jovte, Sofiivka
Jovte (în ucraineană Жовте) este un sat în comuna Novovasîlivka din raionul Sofiivka, regiunea Dnipropetrovsk, Ucraina.

## Demografie
Componența lingvistică a localității Jovte
     Ucraineană (97,68%)
     Rusă (1,55%)
     Alte limbi (0,77%)
Conform recensământului din 2001, majoritatea populației localității Jovte era vorbitoare de ucraineană (97,68%), existând în minoritate și vorbitori de rusă (1,55%).